# Temporada 2013-2014 del Club Joventut Badalona
La temporada 2013-2014 va ser la 75a temporada en actiu del Club Joventut Badalona des que va començar a competir de manera oficial. La Penya va disputar la seva 58a temporada a la màxima categoria del bàsquet espanyol. Va acabar la competició en la 9a posició, fora de les places que donaven accés a disputar els play-offs pel títol, però lleugerament millor que la temporada anterior.

## Resultats
Lliga Endesa
A la Lliga Endesa finalitza la fase regular en la novena posició de 18 equips participants, quedant fora de les places que donaven accés a disputar els play-offs pel títol. En 34 partits disputats de la dase regular va obtenir un bagatge de 16 victòries i 18 derrotes, amb 2.655 punts a favor i 2.658 en contra (-3).
Lliga Catalana
A la Lliga Catalana, disputada a Girona, el FIATC Joventut guanya a la Bruixa d'Or en semifinals però perd a la final davant el Barça per 85 a 73. L'equip badaloní disputa la seva setena final consecutiva de lliga catalana.

## Plantilla
La plantilla del Joventut aquesta temporada va ser la següent:
| Club Joventut Badalona: plantilla 2013-14 |                 |            |      |
| #                                         | Jugador         | Pos.       | A.   |
| 9                                         | Nacho Llovet    | Aler pivot | 2.02 |
| 10                                        | Albert Miralles | Pivot      | 2.08 |
| 12                                        | Nik Cochran     | Base       | 1.92 |
| 14                                        | Albert Ventura  | Escorta    | 1.91 |
| 16                                        | Guillem Vives   | Base       | 1.92 |
| 17                                        | Sitapha Savané  | Pivot      | 2.02 |
| 21                                        | Tariq Kirksay   | Aler       | 1.99 |
| 22                                        | John Shurna     | Aler pivot | 2.04 |
| 24                                        | Àlex Barrera    | Escorta    | 1.96 |
| 34                                        | Devoe Joseph    | Escorta    | 1.93 |
| 43                                        | Àlex Suárez     | Aler pivot | 2.06 |

| Club Joventut Badalona: staff 2013-14 |                      |
| Nom                                   | Funció               |
| Salva Maldonado                       | Entrenador           |
| José A. Samaniego                     | Entrenador assistent |
| Lluís Riera                           | Entrenador assistent |

| Jugadors del planter amb minuts al 1r equip |                |            |      |              |
| #                                           | Jugador        | Pos.       | A.   | Participació |
| 6                                           | Alberto Abalde | Aler       | 2.02 | 1 partit     |
| 20                                          | Agustí Sans    | Base       | 1.94 | 3 partits    |
| 55                                          | Joonas Caven   | Aler pivot | 2.11 | 5 partits    |

### Baixes
| Baixes a l'inici de temporada |            |
| Jugador                       | Pos.       |
| Moses Ehambe                  | Aler       |
| Jordi Trias                   | Aler pivot |
| Manny Quezada                 | Escorta    |
| Albert Oliver                 | Base       |
| Corey Fisher                  | Base       |
| Tony Gaffney                  | Aler pivot |
| Pere Tomàs                    | Aler       |
| Ognjen Kuzmic                 | Pivot      |